# 뉴스 시즈오카 845
뉴스 시즈오카 845(ニュースしずおか845)은 NHK 시즈오카 방송국에서 방송되고 있는 뉴스 프로그램이다. 

## 방송 시간
- 월 ~ 금 오후 8시 45분 ~ 9시(15분)
  - 공휴일은 오후 8시 55분에 NHK 나고야 방송국에서 시즈오카현을 비롯한 도카이 지방과 호쿠리쿠 지방의 뉴스를 방송한다.